# Xã Fairfield, Quận Lycoming, Pennsylvania
Xã Fairfield (tiếng Anh: Fairfield Township) là một xã thuộc quận Lycoming, tiểu bang Pennsylvania, Hoa Kỳ. Năm 2010, dân số của xã này là 2.792 người.